# Юзеф Маєр
Юзеф Маєр (пол. Józef Majer; 12 березня 1808, Краків — 3 лютого 1899, там само)  — лікар, природознавець, професор і ректор Яґеллонського університету і Академії знань у Кракові.

### Біографія
Походив з міщанської ремісничої родини. Початкову освіту здобував спочатку приватно, а далі в гімназії Святої Анни, де в 1824 році склав екзамени для отримання атестату зрілості. Закінчивши протягом року на Філософському факультеті Яґеллонського університету дворічний курс філософії, фізики, математики і всесвітньої історії, в 1825 році він записався на Медичний факультет, де заприятелював з Фредериком Скобелем. Через суспільну атмосферу, що панувала в Вільному місті Кракові вони разом вирішили пошукати кращої долі в Царстві Польському, де хотіли скласти випускні екзамени в Варшавському університеті.
Початок польського повстання 1830 року застав їх у Варшаві, вони обоє повернулись до Кракова, під кінець грудня склали екзамени на отримання ступеня доктора, кваліфікацію вони отримали 12 січня 1831 року, після чого 20 січня знову поїхали до Варшави, де їх було назначено батальйонними медиками.
Після придушення повстання Маєр разом з військом пересік кордон Пруссії, був інтернований в Ельблонг, 18 грудня його було звільнено і 2 січня 1832 року він повернувся до Кракова.
Після кількамісячної наукової подорожі по Німеччині Маєр присвятив себе науковій та викладацькій праці. В 1833 році він отримав в Яґеллонському університеті посаду викладача фармакології, того ж року став заступником професора медичних закладів, в 1835 став професором цієї дисципліни, а в 1848 став професором фізіології і займав цю кафедру в університеті до 1877 року.
Протягом першого етапу праці в Ягелонському університеті в 1833—1842 роках, не займаючись адміністративними функціями, Маєр дуже активно працював в науковій сфері, друкуючи праці з історії медицини, медичної термінології і фізіології. В 1838—1845 був засновником та редактором «Медичного щорічника».
В 1839—1845 здійснював нагляд над початковими школами в Кракові. Протягом 1843-5 років був секретарем Медичного факультету, в 1845/6-1847/8 і 1862/3 — його деканом, а в 1848/51 і 1865/6 був ректором Ягелонського університету.
Коли в 1853/4 роках почалась германізація Яґеллонського університету всі викладачі погодились на виклади німецькою мовою, окрім Маєра та А. Козубовського. В 1856 році Маєра позбавили його кафедри, однак дозволили читати необов'язкові предмети по-польськи. Після припинення германізації університету в 1861 р. Маєр повернувся на кафедру фізіології.
З 1860 був міським радником в Кракові, а в 1866-87 був послом на Крайовий сейм, спочатку як ректор Ягелонського університету, а потім як виборний з Санока та Кракова. В Галицькому сеймі належав до т.з. «диких», політичної ролі не відігравав, але був дуже активним в роботі шкільної комісії. В 1862 році був одним із засновників «Медичного огляду», а пізніше одним із організаторів з'їздів медиків та природознавців.
В 1848 році Маєр як ректор Яґеллонського університету став головою Краківського наукового товариства, і за чотири роки свого керівництва значно оживив наукове життя організації.
Після перетворення Краківського товариства наук на Академію знань Маєр був в 1873—1890 роках її головою. На цей час випав найважчий період становлення Академії, оскільки закладались організаційні та матеріальні основи її функціонування, починалась видавнича діяльність.

### Наукова діяльність
Наукова діяльність Маєра розвивалась у різних напрямках. В 1838 році видав разом з Скобелем «Словник анатомічно-фізіологічний», завдяки чому вони стали піонерами на ниві польської медичної термінології. Маєр працював продуктивно в сфері історії медицини, особливо займаючись історією Медичного факультету Ягелонського університету.
Підтримуючи в Краківському науковому товаристві діяльність Фізіографічної комісії Маєр сам видав в 1862 році «Літературу фізіографії польської землі»
З роботою Маєра як одного з головних організаторів польського наукового життя в XIX столітті пов'язані 2 історичні публікації «Pogląd historyczny na Towarzystwo Naukowe Krakowskie z czasu jego związku z Uniwersytetem Jagiellońskim (1858)» і «Stanowisko Towarzystwa Naukowego Krakowskiego wobec nauki i kraju (1868)»
Найбільше публікацій Маєр мав у сфері фізіології. Це були зокрема розвідки «Fizjologia układu nerwowego (1854)» та «Fizjologia zmysłów, (1857)», які отримали як польські так і закордонні схвальні відгуки.
Маєр, як перший голова, Ізидор Коперницький, як перший секретар, мали найбільший вплив на розмах організаційної та видавничої діяльності Антропологічної комісії, створеної в 1874 році в Академії знань. Завдяки їх праці були видані 19 томів «Zbioru wiadomości do antropologii krajowej».

### Публікації
- Uwagi nad niektórémi wyrazami lekarskiemi (1835)
- Wiadomość o życiu i pracach naukowych Jana Innocentego Petryckiego (1841)
- Zakady uniwersyteckie w Krakowie: przyczynek do dziejów owiaty krajowej podany, i pamici piciuset-letniego istnienia Uniwersytetu Krakowskiego powiecony (1864)
- Stanowisko c. k. Towarzystwa Naukowego Krakowskiego wobec nauki i kraju: rzecz miana przy publicznym obchodzie 50-letniego istnienia tegoż Towarzystwa w dniu 16 maja 1868 r. (1868)
- Uwagi w przedmiocie zasady pierwszych wyborów do Akademii (1872)
- Charakterystyka fizyczna ludności galicyjskiej, na podstawie spotrzeżeń dokonanych za staraniem Komisyi Antropologicznej Akademii Umiejętności w Krakowie (1876)
- O pisowni ija, yja w wyrazach przyswojonych: uwagi Józefa Majera ogłoszone w miejsce rękopismu dla rozdzielenia pomiędzy członków Akademii (1881)